# 10,5 cm Leichtgeschütz 40
10,5 cm Leichtgeschütz 40 (10,5 cm LG 40) – niemieckie działo bezodrzutowe kal. 105 mm z okresu II wojny światowej
Doświadczenia z użycia bojowego działa 7,5 cm LG 40 w czasie działań desantu na Kretę w maju 1941 roku wykazały jego przydatność. Postanowiono zatem opracować analogiczne działo o większym kalibrze.
Działo to zostało opracowane przez firmę Dürkopp we współpracy z firmą Krupp. Konstrukcja  zarówno podstawy jak i lufy oraz zamka zostały oparte na konstrukcji działa 7,5 cm LG 40, a zmiany polegały na wzmocnieniu podstawy oraz zwiększeniu kalibru i długości lufy. Tak zmodyfikowane działo otrzymało oznaczenie 10,5 cm LG 40. Zmiany te pozwoliły na zwiększenie donośności działa i wystrzeliwanie pocisków o większej masie.
Działo był przystosowane do holowania przez ciągniki artyleryjskie, istniała również możliwość jego rozmontowania i transportu w częściach.
Pod koniec 1941 roku rozpoczęto produkcję seryjną, równocześnie zaczęto je wprowadzać na wyposażenie tworzonych dywizji strzelców spadochronowych i dywizji górskich. Działa te były wykorzystywane do końca wojny.

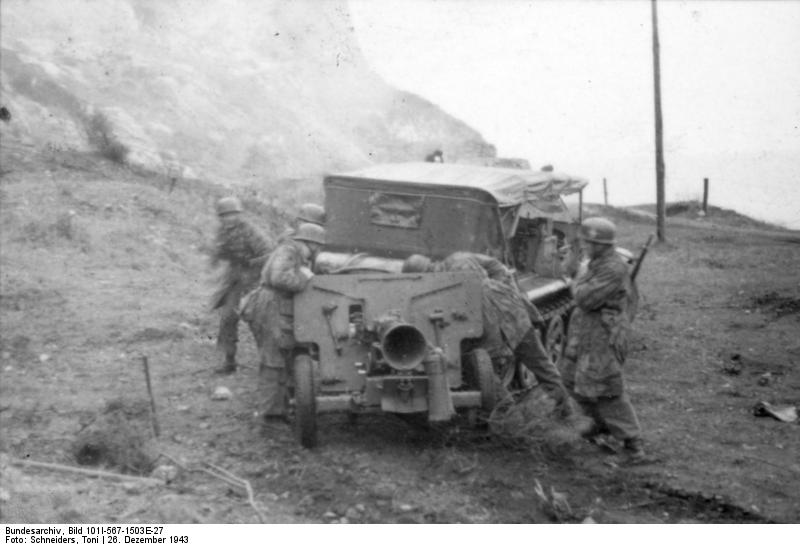
Działo 10,5 cm LG 40 z ciągnikiem artyleryjskim Sd.Kfz.10.